# Przemysł II van Polen
Przemysł II van Polen (Posen, 14 oktober 1257 - Rogoźno, 8 februari 1296) was van 1279 tot 1296 hertog van Groot-Polen, van 1290 tot 1291 groothertog en van 1295 tot 1296 koning van Polen. Hij behoorde tot het huis Piasten.

## Levensloop
Hij was de enige zoon van groothertog Przemysł I van Groot-Polen en Elisabeth van Wrocław, dochter van Hendrik II, groothertog van Polen en hertog van Silezië. Omdat zijn vader voor zijn geboorte was overleden, was zijn oom Bolesław de Vrome hem opgevolgd als hertog van Groot-Polen. Przemysł II groeide op onder de voogdij van zijn oom.
In 1273 eiste Przemysł II een deel van de erfenis van zijn vader op, waarna hij van zijn oom het gebied rond de stad Posen kreeg. In 1276 sloot hij een bondgenootschap met hertog Hendrik IV van Silezië en nadat die in 1277 in conflict met zijn oom Bolesław II van Liegnitz was gekomen, ondersteunde Przemysł II hem samen met hertog Hendrik III van Glogau. Dit was echter zonder veel succes. Later kwam het echter tot een breuk tussen Hendrik IV en Przemysł II en vanaf 1281 voerden ze een grensconflict.
Nadat zijn oom Bolesław de Vrome in 1279 stierf, werd Przemysł de heerser van het volledige hertogdom Groot-Polen. Op 15 februari 1282 sloot hij samen met hertog Mestwin II van Pommeren een verdrag in Kępno, waarin hij Mestwin II als zijn leenheer erkende. Ook versterkte Przemysł zijn binnenlandse macht, dat in 1285 tot een opstand van de adel leidde. Toen de invloed van het markgraafschap Brandenburg in het gebied Neumark belangrijker werd, sloot hij in 1287 een alliantie met hertog Bogislaw IV van Pommeren. Toen Hendrik IV van Silezië in 1288 groothertog van Polen was geworden en in deze functie bestreden werd, besloot Przemysł II om samen met hertog Hendrik III van Glogau Hendrik IV te ondersteunen.
Nadat Hendrik IV in 1290 was overleden, riep Przemysł II zich uit tot groothertog van Polen en bezette hij Krakau. Wladislaus de Korte eiste echter ook het groothertogdom Polen op en bezette daarop Sandomierz. In januari 1291 trok koning Wenceslaus II van Bohemen echter naar Krakau en liet er zich tot koning van Polen kronen. Przemysł II en Wladislaus de Korte waren daar ontevreden mee en sloten in 1293 een bondgenootschap tegen Wenceslaus II van Bohemen. Rond die periode kreeg Przemysł II ook het idee om Polen te herenigen, dat al sinds 1138 volledig versplinterd was geraakt. Toen Mestwin II van Pommeren in 1294 was overleden, nam hij ook de heerschappij van Pommeren en Neumark op zich. Nadat Wladislaus de Korte en Przemysł II Wenceslaus II hadden verslagen, werd hij op 26 juni 1195 met de toestemming van paus Bonifatius VIII in Gniezno tot koning van Polen gekroond.
Nog geen jaar na zijn kroning stierf Przemysł II. In februari 1296 werd hij namelijk door de leden van de adellijke oppositie tijdens een ontvoeringspoging vermoord. Dit was vermoedelijk in opdracht van de markgraven van Brandenburg die Pommeren en Neumark in handen wilden krijgen of in opdracht van koning Wenceslaus II van Bohemen, die delen van Polen in handen wilde krijgen.
Tijdens zijn regeerperiode had Przemysł II een goede band met de kerk, onderhield hij goede contacten met de stadsburgerij, vooral die van zijn geboortestad Posen. Hij werd begraven in de Sint-Petrus-en-Paulusbasiliek van Posen. Omdat hij geen mannelijke nakomelingen had, stierf met zijn dood de Groot-Poolse linie van het huis Piasten uit. Na zijn dood ging Groot-Polen naar Wladislaus de Korte, terwijl Wenceslaus II van Bohemen opnieuw koning van Polen werd.

## Huwelijken en nakomelingen
In 1273 huwde Przemysł II met Ludgarda (1260-1283), dochter van hertog Hendrik I van Mecklenburg. Dit huwelijk bleef kinderloos.
Op 11 oktober 1285 huwde hij een tweede maal met Richeza (1265-voor 1291), dochter van koning Waldemar I van Zweden. Ze kregen een dochter:
- Elisabeth Richezza (1288-1335), huwde in 1303 met koning Wenceslaus II van Bohemen en in 1306 met hertog Rudolf III van Oostenrijk

In 1291 huwde hij een derde maal met Margaretha (1270-1315), dochter van markgraaf Albrecht III van Brandenburg. Ze kregen geen kinderen.

## Voorouders
| Voorouders van Przemysł II van Polen | Voorouders van Przemysł II van Polen                                       | Voorouders van Przemysł II van Polen                                       | Voorouders van Przemysł II van Polen                                       | Voorouders van Przemysł II van Polen                                       |
| ------------------------------------ | -------------------------------------------------------------------------- | -------------------------------------------------------------------------- | -------------------------------------------------------------------------- | -------------------------------------------------------------------------- |
| Overgrootouders                      | Odo van Posen (1149-1194) ∞ Odo met Wyszeslawa (-na 1200)                  | ? (–) ∞ ? (–)                                                              | Hendrik I van Polen (1165-1238) ∞ Hedwig van Andechs (1174-1243)           | Ottokar I van Bohemen (1155-1230) ∞ Constance van Hongarije (1180-1240)    |
| Grootouders                          | Wladislaus Odonic (1190-1239) ∞ Hedwig van Pommeren (-1249)                | Wladislaus Odonic (1190-1239) ∞ Hedwig van Pommeren (-1249)                | Hendrik II van Polen (1196-1241) ∞ Anna van Bohemen (1201-1265)            | Hendrik II van Polen (1196-1241) ∞ Anna van Bohemen (1201-1265)            |
| Ouders                               | Przemysł I van Groot-Polen (1220-1257) ∞ Elisabeth van Wrocław (1174-1243) | Przemysł I van Groot-Polen (1220-1257) ∞ Elisabeth van Wrocław (1174-1243) | Przemysł I van Groot-Polen (1220-1257) ∞ Elisabeth van Wrocław (1174-1243) | Przemysł I van Groot-Polen (1220-1257) ∞ Elisabeth van Wrocław (1174-1243) |
| Przemysł II van Polen (1257-1296)    |                                                                            |                                                                            |                                                                            |                                                                            |

Siemowit · Lestko · Siemomysł · Mieszko I · Bolesław I · Mieszko II Lambert · Bezprym · Mieszko II Lambert · Casimir I · Bolesław II · Wladislaus I Herman · Zbigniew · Bolesław III · Wladislaus II · Bolesław IV · Mieszko III · Casimir II · Leszek I · Wladislaus III · Mieszko IV · Koenraad · Hendrik I · Hendrik II · Koenraad · Bolesław V · Leszek II · Hendrik IV · Przemysł II · Wenceslaus II · Wenceslaus III · Wladislaus I · Casimir III · Lodewijk · Hedwig · Wladislaus II Jagiello · Wladislaus III · Casimir IV · Jan I Albrecht · Alexander · Sigismund I · Sigismund II August I · Hendrik · Anna · Stefanus Báthory · Sigismund III · Wladislaus IV · Jan II Casimir · Michaël Korybut Wiśniowiecki · Jan III Sobieski · August II · Stanislaus I Leszczyński · August II · Stanislaus I Leszczyński · August III · Stanislaus II August Poniatowski
- Gemeinsame Normdatei: 119502550
- International Standard Name Identifier: 0000 0003 9635 5174
- Library of Congress Control Number: n80025551
- Nationale Bibliotheek van Tsjechië: jn20000701450
- Nationale Bibliotheek van Polen: a0000001186081
- Nederlandse Thesaurus van Auteursnamen: 070980594
- Système universitaire de documentation: 143275127
- Virtual International Authority File: 291260171
- WorldCat: E39PBJycPqp6mcVtp6P97qyKh3